# كينيث سميث
كينيث سميث (بالإنجليزية: Mel Smith)‏ هو كاتب وكاتب سيناريو ومخرج وممثل بريطاني، ولد في 3 ديسمبر 1952 في المملكة المتحدة، وتوفي في 19 يوليو 2013 بلندن في المملكة المتحدة بسبب نوبة قلبية.

## أعمال

### أفلام
- (1987) الأميرة العروس

## وصلات خارجية
- كينيث سميث على موقع IMDb (الإنجليزية)
- كينيث سميث على موقع ألو سيني (الفرنسية)
- كينيث سميث على موقع ميوزك برينز (الإنجليزية)
- كينيث سميث على موقع أول موفي (الإنجليزية)
- كينيث سميث على موقع قاعدة بيانات الأفلام السويدية (السويدية)
- كينيث سميث على موقع إن إن دي بي (الإنجليزية)
- كينيث سميث على موقع ديسكوغز (الإنجليزية)
- كينيث سميث على موقع قاعدة بيانات الفيلم (الإنجليزية)
- كينيث سميث على موقع كينوبويسك (الروسية)